# أنسيشيم
أنسيشيم - Ensisheim هي بلدة في إقليم الراين الأعلى في المنطقة الإدارية غراند إيست شمال شرق فرنسا. اسم البلدة يعود لأصول لغات جرمانية. عدد سكان البلدة 7.395 نسمة حسب إحصاء 2013. إشتهرت البلدة بسقوط نيزك أنسيشيم عام 1492م.

## أعلام البلدة
- مسقط رأس الملحن ليون بويلمان.

## صور

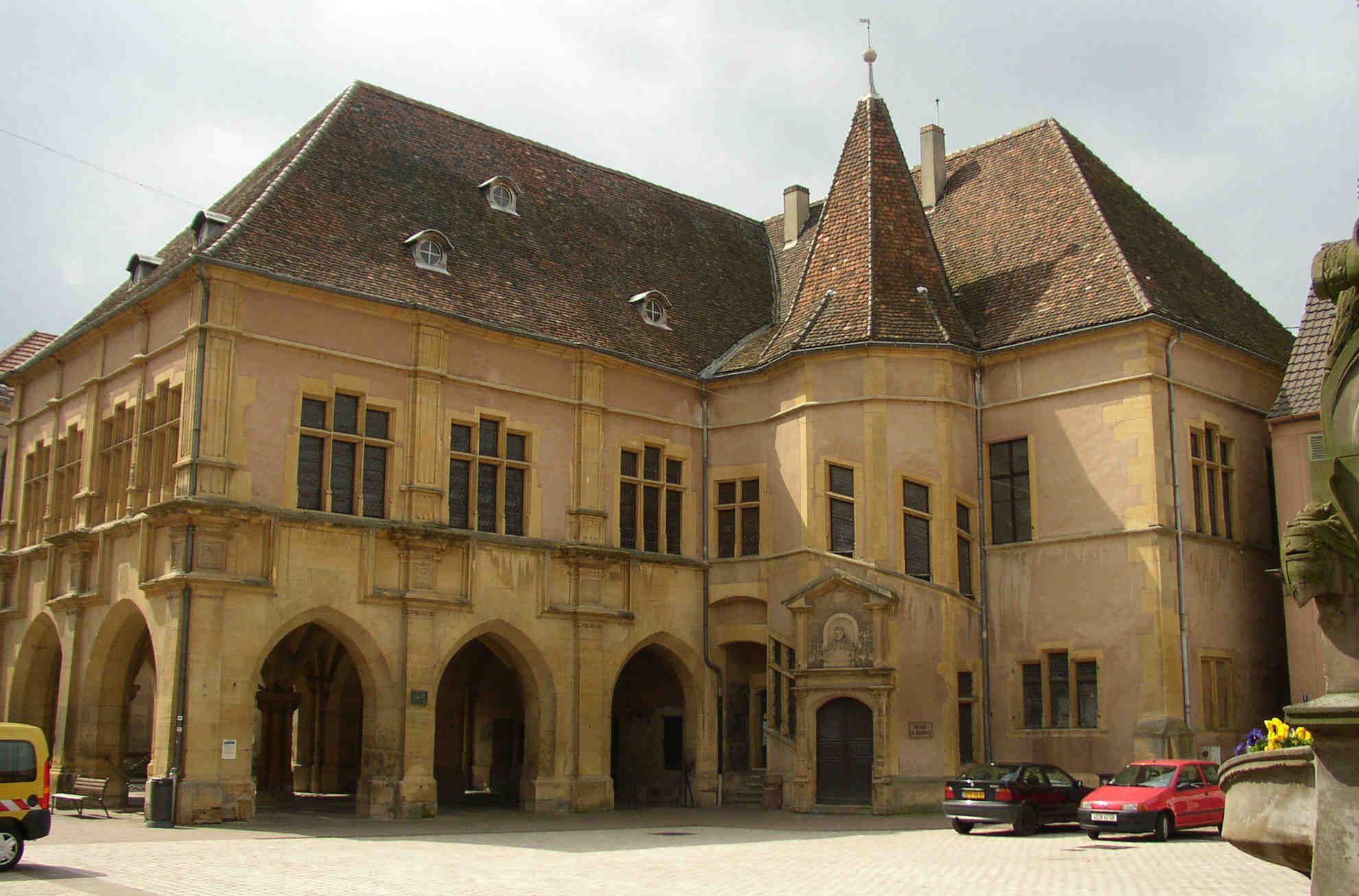
Palais de la Régence ، مبنى ضخم من عصر النهضة ، أصبح الآن متحفًا.

## روابط خارجية
- الموقع الرسمي (متوفر باللغات الإنجليزية والألمانية والفرنسية)
- معرض صور Ensisheim باللغة الألمانية